# Саин-Альто (муниципалитет)
Саин-Альто (исп. Saín Alto) — населённый пункт и муниципалитет в Мексике, входит в штат Сакатекас. Население 19 333 человека.

## История
Город основан в 1824 году .